# REVVO
Марко Дрежњак (Трстеник, 29. мај 1989), познат и под псеудонимом REVVO, српски је певач, музички продуцент, текстописац и композитор.
Преселио се из Трстеника у Нови Сад како би се озбиљније бавио музиком, којом се професионално бави од 2008. године. Први хит у чијем настанку учествује била је песма Секси сењорита Милице Павловић. Након тога су уследиле сарадње са извођачима као што су Елма Синановић, Теодора Џехверовић, Слоба Радановић, Славица Ћуктераш, Милена Ћеранић, Сара Зинаић, Антонис Ремос, Анастасија Ражнатовић, Сара Јо, итд. Учествовао је у такмичењу Икс Фактор Адриа.

## Дискографија

### Певач
- Негде на дну срца [Хотсексиендрти] (2020)
- Stuck [2ofhearts] (2020)
- Honey са Саром Зинаић (2022)

### Продуцент и композитор
(избор песама)
- Љуби, љуби, Ла фиеста, Секси сењорита (Милица Павловић)
- Удес, Honey (Сара Зинаић)
- Албум Борбена (Теодора Џехверовић)
- Дупло гора, Сад мало пати, Погрешни (Барбара Бобак)